# Briosne-lès-Sables
Briosne-lès-Sables – miejscowość i gmina we Francji, w regionie Kraj Loary, w departamencie Sarthe.
Według danych na rok 2010 gminę zamieszkiwało 517 osób, a gęstość zaludnienia wynosiła 53 osoby/km².